# Nikola Lupini
Nikola Lupini:str. 130. (Nicolò Lupini, Nikola Vergadich ili Vergadin, Nicolò dall’Organo) (Vrgada?, 1594. – Mleci, 22. listopada 1644.)), hrvatski graditelj orgulja i orguljaš koji je djelovao u Šibeniku, a radionicu je imao u Zadru i Mlecima. Stilski je djelovao pod utjecajem talijanskih graditelja, s naglaskom na mletačke.:str. 129., 130. Don Krsto Stošić smatra da je Lupino s Vrgade.
Sagradio je i popravio orgulje za novu crkvu BDM u Šibeniku, sagradio nove orgulje u šibenskoj katedrali, ugađao orgulje u Mlecima. U Šibeniku je bio orguljaš u crkvi sv. Frane.